# Día Mundial de la Estadística
El  Día Mundial de la Estadística es una jornada que se celebra cada cinco años el 20 de octubre desde 2010. Fue proclamada por la Asamblea General de las Naciones Unidas en ese mismo año.

## Proclamación
El Día Mundial de la Estadística fue proclamado por la Asamblea General de las Naciones Unidas el 3 de junio de 2010. La iniciativa fue promovida por la Comisión de Estadística de la ONU para reconocer la importancia de las estadísticas oficiales en la formación de políticas públicas, la toma de decisiones y la promoción del desarrollo sostenible. El objetivo de la proclamación es subrayar la relevancia de datos confiables, la innovación y el bien público en los sistemas estadísticos nacionales.

## Celebración
Este día se celebra el 20 de octubre. Es una celebración que quiere reflejar lo importancia de poseer datos de referencia confiables y autorizados, la innovación y el bien público en los sistemas estadísticos nacionales. Desde entonces, diversas actividades y eventos se organizan a nivel global y nacional bajo la coordinación de la División de Estadísticas del Departamento de Asuntos Económicos y Sociales de la ONU. Las oficinas nacionales de estadística actúan como coordinadores nacionales, traduciendo materiales promocionales y organizando eventos y esfuerzos de divulgación a nivel subnacional.

## Temas
- 2010: Celebrating the many achievements in statistics,[5][6]  ('Celebrando los numerosos logros en estadísticas')
- 2015: Better data. Better lives,[5][7]  ('Mejores datos. Mejores vidas
- 2020: Conectando el mundo con datos en los que podemos confiar[4]